# Piére li houyeû
Personnages
- Mèlîye (soprano)
- Piére (ténor)
- Djåke (baryton)
- Premier houyeû
- Deuxième houyeû
- Troisième houyeû
- Un moine

Piére li houyeû (Pierre le mineur) est un opéra en langue wallonne, composé par Eugène Ysaÿe, et dont la première représentation a eu lieu à Liège en 1931.

## Contexte
Cet opéra est la dernière œuvre de Eugène Ysaÿe qui décédera peu après. La première représentation, en mars 1931, est retransmise à la radio, à la demande de la reine Élisabeth, pour qu'Ysaÿe puisse l'entendre de sa chambre d'hôpital. Il entamera un second opéra en wallon, L’avierge di pièr (La Vierge de Pierre), qui restera inachevé. L'auteur justifiait le choix militant de la langue wallonne par le fait que c'est « la seule que les Russes ignorent ».
A l'étranger, cet opéra était connu sous le nom de Les mineurs en grève.

## Personnages
- Mèlîye (soprano) -
- Piére (ténor) -
- Djåke (baryton) -

- Premier houyeû -
- Deuxième houyeû -
- Troisième houyeû -
- Un moine -

## Argument
Cette œuvre rend hommage aux conditions de vie des mineurs de la fin du XIXe siècle. Lors d'une grève, Mèlîye meurt en tentant de désamorcer une bombe placée sous la fenêtre du patron par son mari, Pière. Ce dernier va expier son geste dans un monastère.

## Discographie
- Piére li houyeû, Guylaine Girard (soprano), Alain Gabriel (ténor), Patrick Delcour (baryton), sous la direction de Jean-Pierre Haeck avec l'orchestre et chœurs de l'Opéra royal de Wallonie, Musique en Wallonie MEW 0844-0845, 2008, 2 CD.